# Phạm Trường Dân
Phạm Trường Dân (sinh năm 1956) là đại biểu Quốc hội Việt Nam khóa 13, thuộc đoàn đại biểu Quảng Nam.
Ngày sinh: 1/4/1956
Giới tính: Nam
Dân tộc: Kinh
Tôn giáo: Không
Quê quán: Xã Điện Trung, huyện Điện Bàn, Quảng Nam
Trình độ chính trị: Cao cấp lý luận chính trị
Trình độ chuyên môn: Đại học An ninh nhân dân
Nghề nghiệp, chức vụ: Tỉnh ủy viên, Phó Bí thư Đảng ủy Công an tỉnh, Đại tá, Phó Giám đốc Công an tỉnh Quảng Nam
Nơi làm việc: Công an tỉnh Quảng Nam
Ngày vào đảng: 22/9/1978
Nơi ứng cử: Quảng Nam
Đại biểu Quốc hội khoá: XIII
Đại biểu chuyên trách: Không
Đại biểu Hội đồng Nhân dân: Đại biểu HĐND tỉnh khóa VIII (2011-2016)